# Requerimientos de visado para ciudadanos de Costa Rica
Los requerimientos de visado para ciudadanos de Costa Rica son restricciones administrativas de entrada de otros territorios asociados a ciudadanos de Costa Rica. En 2023, los ciudadanos de Costa Rica tienen acceso sin visa, o visa en llegada a 150 países y territorios, posicionando el pasaporte de Costa Rica en lugar 27 en el mundo de acuerdo a Visa Restrictions Index.

## Mapa de requerimientos de visado

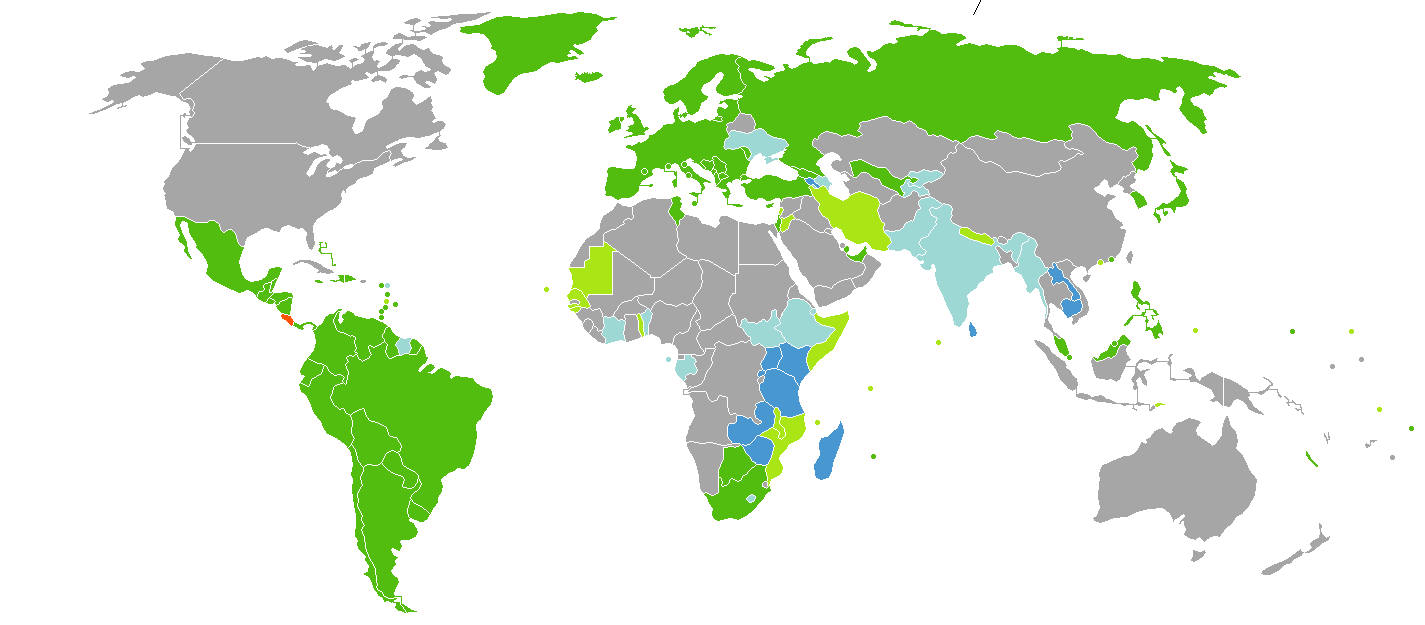
Requerimiento de visado para ciudadanos de Costa Rica
Costa Rica
Acceso sin visa
Visa en llegada
eVisa disponible
Visa requerida

Requerimiento de visado para ciudadanos de Costa Rica     Costa Rica     Acceso sin visa     Visa en llegada     eVisa disponible     Visa requerida

## Requerimientos de visado
Requerimiento de visado para pasaporte ordinarios viajando con propósitos de turismo:
| País                            | Requerimiento de visado           | Notas(excluyendo impuestos de salida) |
| ------------------------------- | --------------------------------- | --- |
| Afganistán                      | Visa requerida                    | |
| Albania                         | Visa no requerida                 | 90 días |
| Alemania                        | Visa no requerida                 | De 90 a 180 días en el espacio de Schengen |
| Argelia                         | Visa requerida                    | |
| Andorra                         | Visa no requerida                 | |
| Angola                          | Visa requerida                    | |
| Antigua y Barbuda               | Visa de Entrada Electrónica       | |
| Arabia Saudita                  | Visa requerida                    | |
| Argentina                       | Visa no requerida                 | 3 meses |
| Armenia                         | Visa en llegada                   | 120 días |
| Australia                       | Online Visitor e600 visa          | Puede aplicar en línea. |
| Austria                         | Visa no requerida                 | De 90 a 180 días en el espacio de Schengen |
| Azerbaiyán                      | Visa requerida                    | |
| Bahamas                         | Visa no requerida                 | 3 meses |
| Bahrain                         | Visa requerida                    | |
| Bangladés                       | Visa requerida                    | |
| Barbados                        | Visa no requerida                 | 90 días |
| Bélgica                         | Visa no requerida                 | De 90 a 180 días en el espacio de Schengen |
| Belice                          | Visa no requerida                 | 90 días - Obligado un seguro de viaje antes de su ingreso, se puede comprar en las fronteras o en línea www.belizetravelinsurance.com                        |
| Benín                           | Visa requerida                    | |
| Bielorrusia                     | Visa requerida                    | Visas se otorgan al llegar al Aeropuerto Internacional de Minsk si la documentación es enviada al menos 3 días hábiles antes de la fecha de llegada.         |
| Bolivia                         | Visa no requerida                 | 90 días |
| Bosnia y Herzegovina            | Visa no requerida                 | De 90 a 180 días |
| Botsuana                        | Visa en llegada                   | 90 días |
| Brasil                          | Visa no requerida                 | 90 días |
| Brunéi                          | Visa no requerida                 | |
| Bulgaria                        | Visa no requerida                 | De 90 a 180 días |
| Burkina Faso                    | Visa requerida                    | |
| Burundi                         | Visa requerida                    | |
| Bután                           | Visa requerida                    | |
| Cabo Verde                      | Visa en llegada                   | No disponible en todos los puntos de entrada. |
| Camboya                         | Visa en llegada                   | 30 días. Visa se puede obtener en línea. |
| Camerún                         | Visa requerida                    | |
| Canadá                          | e-visa disponible                 | eTA disponible bajo ciertas excepciones, eTA para ingreso terrestre no aplica                                                                                |
| Catar                           | Visa no requerida                 | |
| República Centroafricana        | Visa requerida                    | |
| Chad                            | Visa requerida                    | |
| República Checa                 | Visa no requerida                 | De 90 a 180 días en el espacio de Schengen |
| Chile                           | Visa no requerida                 | 90 días |
| República Popular China         | Visa requerida                    | |
| Chipre                          | Visa no requerida                 | De 90 a 180 días |
| Ciudad del Vaticano             | Visa no requerida                 | |
| Colombia                        | Visa no requerida                 | hasta máximo de 180 días |
| Comoras                         | Visa en llegada                   | |
| República del Congo             | Visa requerida                    | |
| República Democrática del Congo | Visa requerida                    | |
| Corea del Norte                 | Visa requerida                    | |
| Corea del Sur                   | Visa no requerida                 | 90 días |
| Costa de Marfil                 | Visa requerida                    | |
| Croacia                         | Visa no requerida                 | De 90 a 180 días |
| Cuba                            | Carta de Turismo requerida        | |
| Dinamarca                       | Visa no requerida                 | De 90 a 180 días en el espacio de Schengen |
| Dominica                        | Visa no requerida                 | 6 meses |
| República Dominicana            | Visa no requerida                 | 90 días |
| Ecuador                         | Visa no requerida                 | 90 días |
| Egipto                          | Visa en llegada                   | |
| El Salvador                     | Visa no requerida                 | 3 meses |
| Emiratos Árabes Unidos          | Visa no requerida                 | |
| Eritrea                         | Visa requerida                    | |
| Eslovaquia                      | Visa no requerida                 | De 90 a 180 días en el espacio de Schengen |
| Eslovenia                       | Visa no requerida                 | De 90 a 180 días en el espacio de Schengen |
| España                          | Visa no requerida                 | De 90 a 180 días en el espacio de Schengen |
| Estados Unidos                  | Visa requerida                    | |
| Estonia                         | Visa no requerida                 | De 90 a 180 días en el espacio de Schengen |
| Etiopía                         | Visa requerida                    | |
| Fiyi                            | Visa requerida                    | |
| Filipinas                       | Visa no requerida                 | 30 días |
| Finlandia                       | Visa no requerida                 | De 90 a 180 días en el espacio de Schengen |
| Francia y territorios           | Visa no requerida                 | De 90 a 180 días en el espacio de Schengen (en Regiones_de_Francia)                                                                                          |
| Gabón                           | eVisa                             | |
| Gambia                          | Visa requerida                    | |
| Georgia                         | Visa no requerida                 | De 90 a 180 días |
| Ghana                           | Visa requerida                    | |
| Granada (país)                  | Visa no requerida                 | |
| Grecia                          | Visa no requerida                 | De 90 a 180 días en el espacio de Schengen |
| Guatemala                       | Visa no requerida                 | 90 días |
| Guinea                          | Visa requerida                    | |
| Guinea Ecuatorial               | Visa requerida                    | |
| Guinea-Bisáu                    | Visa en llegada                   | 90 días |
| Guyana                          | Visa no requerida                 | 90 días |
| Haití                           | Visa no requerida                 | 90 días |
| Honduras                        | Visa no requerida                 | |
| Hong Kong                       | Visa no requerida                 | 30 días |
| Hungría                         | Visa no requerida                 | De 90 a 180 días en el espacio de Schengen |
| India                           | Visa Turista Electrónica          | 30 días |
| Indonesia                       | Visa requerida                    | Se necesita un eVOA, permite disfrutar de hasta 60 días en total en el país y se puede aplicar fácilmente en línea                                           |
| Irak                            | Visa requerida                    | |
| Irán                            | Visa en llegada                   | 15 días |
| Irlanda                         | Visa no requerida                 | 3 meses |
| Islandia                        | Visa no requerida                 | De 90 a 180 días en el espacio de Schengen |
| Islas Marshall                  | Visa requerida                    | |
| Islas Salomón                   | Visa en llegada                   | 3 meses |
| Israel                          | Visa no requerida                 | 3 meses |
| Italia                          | Visa no requerida                 | De 90 a 180 días en el espacio de Schengen |
| Jamaica                         | Visa no requerida                 | 30 días |
| Japón                           | Visa no requerida                 | 90 días |
| Jordania                        | Visa en llegada                   | Aplica condiciones. No disponible en todos los puntos de entrada.                                                                                            |
| Kazajistán                      | Visa requerida                    | |
| Kenia                           | eVisa                             | 3 meses |
| Kirguistán                      | Visa requerida                    | |
| Kiribati                        | Visa requerida                    | |
| Kuwait                          | Visa requerida                    | |
| Laos                            | Visa en llegada                   | 30 días. No disponible en todos los puntos de entrada. |
| Lesoto                          | Visa requerida                    | |
| Letonia                         | Visa no requerida                 | De 90 a 180 días en el espacio de Schengen |
| Líbano                          | Visa en llegada                   | |
| Liberia                         | Visa requerida                    | |
| Libia                           | Visa requerida                    | |
| Liechtenstein                   | Visa no requerida                 | De 90 a 180 días en el espacio de Schengen |
| Lituania                        | Visa no requerida                 | De 90 a 180 días en el espacio de Schengen |
| Luxemburgo                      | Visa no requerida                 | De 90 a 180 días en el espacio de Schengen |
| Macedonia del Norte             | Visa no requerida                 | De 90 a 180 días |
| Madagascar                      | Visa en llegada                   | 90 días |
| Malasia                         | Visa no requerida                 | 1 mes |
| Malawi                          | Visa en llegada                   | |
| Maldivas                        | Visa en llegada                   | 30 días |
| Malí                            | Visa requerida                    | |
| Malta                           | Visa no requerida                 | De 90 a 180 días |
| Marruecos                       | Visa requerida                    | |
| Mauricio                        | Visa no requerida                 | 90 días |
| Mauritania                      | Visa en llegada                   | |
| México                          | Visa no requerida                 | 180 días |
| Estados Federados de Micronesia | Visa no requerida                 | 30 días |
| Moldavia                        | Visa no requerida                 | |
| Mónaco                          | Visa no requerida                 | |
| Mongolia                        | Visa requerida                    | Visado Electrónico disponible en www.visitmongolia.online/es/                                                                                                |
| Montenegro                      | Visa no requerida                 | De 90 a 180 días |
| Mozambique                      | Visa en llegada                   | 30 días, aplica condiciones |
| Myanmar                         | Visa requerida                    | |
| Namibia                         | Visa requerida                    | |
| Nauru                           | Visa requerida                    | |
| Nepal                           | Visa en llegada                   | 90 días |
| Nicaragua                       | Visa no requerida                 | 90 días |
| Níger                           | Visa requerida                    | |
| Nigeria                         | Visa requerida                    | |
| Noruega                         | Visa no requerida                 | De 90 a 180 días en el espacio de Schengen |
| Nueva Zelanda                   | Visa requerida                    | |
| Omán                            | Visa en llegada                   | |
|                                 |                                   | |
| Países Bajos                    | Visa no requerida                 | De 90 a 180 días en el espacio de Schengen (European Netherlands)                                                                                            |
| Pakistán                        | Visa requerida                    | |
| Palaos                          | Visa en llegada                   | 30 días |
| Panamá                          | Visa no requerida                 | 90 días |
| Papúa Nueva Guinea              | Visa requerida                    | |
| Paraguay                        | Visa no requerida                 | 90 días |
| Perú                            | Visa no requerida                 | |
| Polonia                         | Visa no requerida                 | De 90 a 180 días en el espacio de Schengen |
| Portugal                        | Visa no requerida                 | De 90 a 180 días en el espacio de Schengen |
| Reino Unido                     | Visa no requerida                 | 6 meses |
| Ruanda                          | Visa requerida                    | |
| Rumanía                         | Visa no requerida                 | De 90 a 180 días |
| Rusia                           | Visa no requerida                 | sin visa hasta por 90 días calendarios, contados a partir de su primera entrada, durante cada período de 180 días calendarios.                               |
| Samoa                           | Visa en llegada                   | 60 días |
| San Cristóbal y Nieves          | Visa no requerida                 | 3 meses |
| San Marino                      | Visa no requerida                 | |
| San Vicente y las Granadinas    | Visa no requerida                 | 1 mes |
| Santa Lucía                     | Visa no requerida                 | 6 semanas |
| Santo Tomé y Príncipe           | Visa requerida                    | Visa se obtiene en línea. |
| Senegal                         | Visa no requerida                 | |
| Serbia                          | Visa no requerida                 | 90 días |
| Seychelles                      | Visa en llegada                   | 1 mes |
| Sierra Leona                    | Visa requerida                    | |
| Singapur                        | Visa no requerida                 | 30 días |
| Siria                           | Visa requerida                    | |
| Somalia                         | Visa en llegada                   | 30 días, debe tener una carta de invitación expedida al menos 2 días antes de arribar.                                                                       |
| Sri Lanka                       | Autorización de Viaje Electrónico | 30 días |
| Suazilandia                     | Visa requerida                    | |
| Sudáfrica                       | Visa no requerida                 | 30 días |
| Sudán                           | Visa requerida                    | |
| Sudán del Sur                   | Visa requerida                    | |
| Suecia                          | Visa no requerida                 | De 90 a 180 días en el espacio de Schengen |
| Suiza                           | Visa no requerida                 | De 90 a 180 días en el espacio de Schengen |
| Surinam                         | Tarjeta de Turista en llegada     | |
| Tanzania                        | Visa en llegada                   | |
| Tailandia                       | Visa en llegada                   | Por 15 días |
| Tayikistán                      | Visa requerida                    | |
| Timor-Leste                     | Visa en llegada                   | 30 días. No disponible en todos los puntos de entrada. |
| Togo                            | Visa en llegada                   | 7 días |
| Tonga                           | Visa requerida                    | |
| Trinidad y Tobago               | Visa no requerida                 | 90 días |
| Túnez                           | Visa no requerida                 | |
| Turkmenistán                    | Visa requerida                    | |
| Turquía                         | Visa no requerida                 | 3 meses |
| Tuvalu                          | Visa en llegada                   | 1 mes |
| Ucrania                         | Visa requerida                    | |
| Uganda                          | Visa en llegada                   | Determinado en el puerto de entrada |
| Uruguay                         | Visa no requerida                 | 90 días |
| Uzbekistán                      | Visa requerida                    | |
| Vanuatu                         | Visa requerida                    | |
| Venezuela                       | Visa no requerida                 | 90 días |
| Vietnam                         | Visa requerida                    | Visa pre-aprobada obtenida en línea a través de agencias de viajes en aeropuertos de Hanói, Ho Chi Minh City o Da Nang. Phú_Quốc sin visa hasta por 30 días. |
| Yemen                           | Visa requerida                    | |
| Yibuti                          | Visa en llegada                   | No disponible en todos los puntos de entrada. |
| Zambia                          | Visa en llegada                   | hasta 90 días |
| Zimbabue                        | Visa requerida                    | |